# Curtomerus purus
Curtomerus purus là một loài bọ cánh cứng trong họ Cerambycidae.